# Pollenza
Pollenza és una vila i comune italià de la regió de les Marques d'uns 6.500 habitants.
La Pollenza antiga fou una ciutat que nasqué en època republicana com una de les ciutats de la regió del Picè, conquerida pel cònsol Mani Curi Dentat el 290 aC. Com totes les ciutats de la zona, la major part dels seus habitants pertanyien a la tribu Velina. En època imperial la ciutat havia perdut importància i fou refundada com a Urbs Salvia. A l'Antiguitat Tardana la ciutat fou abandonada i més tard reconstruïda en època carolíngia com a Montemilone, nom que perdurà fins al 1862, quan s'imposà la recuperació d'aquest antic topònim romà.
La vila de Pollenza probablement va tenir un paper important en el naixement de la colònia romana de Pol·lència, a l'illa de Mallorca: hom ha identificat diversos paral·lelismes entre aquesta vila i la colònia de Pol·lència i entre l'ager Palmensis i la colònia de Palma, com és el fet que totes pertanyien a la tribu Velina i que totes es trobaven en una zona d'influència dels Cecilis Metels, a més de la relació evident entre les Pollentia i ager Palmensis del Picè i les Pollentia i Palma de Mallorca, amb una distància similar entre les dues parelles. Hom pensa, doncs, que els colons picens que batiaren les ciutats de Palma i Pol·lència ho feren amb els referents toponímics de la seva zona, de manera que es tractaria de topònims traslladats.